# Appels pour le Climat
 (février 2024).
Par trois fois depuis 1979, la communauté scientifique mondiale a lancé un Appel des scientifiques sur le Climat, de 1992 à 2019.
Avant même le premier appel, une première déclaration date de février 1979. Elle émane de la Conférence mondiale sur le climat, réunie alors à Genève. Ces appels des scientifiques font suite à la prise de conscience provoquée par le Rapport Meadows (1972) commanditée par le club de Rome.
Le premier appel des scientifiques est publié en novembre 1992. Le deuxième est publié le 13 novembre 2017, à l'initiative de quelques Professeurs de faculté américains, réunis autour de William J. Ripple, dans la revue BioScience. Le troisième est une relance de ce dernier par le même Professeur et dans la même revue publiée le 5 novembre 2019.
D'autres manifestations peuvent être assimilées à ces appels, à l'échelle mondiale ou nationale.

## 1979-1992: La difficile marche vers le premier appel mondial des scientifiques
La multiplicité des actions des scientifiques et de l'ONU durant ces deux décennies ne doit pas induire en erreur. Les questions climatiques sont systématiquement niées ou minimisées par certains gouvernements, comme souvent les gouvernements américains d'orientation républicaine et par une partie de l'opinion publique mondiale, qualifiés de climatoseptiques.
Une enquête du New York Times publiée le 5 août 2018 par le journaliste et auteur Nathaniel Rich prouve que durant une décennie (1979-1989), l'administration américaine de cette époque connaissait les risques climatiques et a délibérément refusé ces conclusions et l'action politique qui en eût résulté. Il en résulte qu'un accord global et contraignant, alors sur le point d'être adopté par les principales puissances, a été définitivement abandonné.

Toutefois, cette période est malgré tout marquée par des avancées importantes : 
- 1988, création du GIEC (voir plus haut),
- 1992, Sommet de Rio (Sommet de la Terre),
- 1992, Appel de 1 700 scientifiques à l'Humanité[4] : Appel de 1 700 scientifiques à l'Humanité

Ce texte est le premier appel mondial des Scientifiques pour appeler l'Humanité à sauver le climat, vingt ans après le rapport Meadows. L'introduction de ce document pose l'ampleur du problème :

« Les êtres humains et le monde naturel sont sur une trajectoire de collision. Les activités humaines infligent des dommages durs et souvent irréversibles à l'environnement et aux ressources critiques. Si elles ne sont pas vérifiées, nombre de nos pratiques actuelles mettent sérieusement en péril l'avenir que nous souhaitons à la société humaine et aux règnes végétal et animal, et risquent de modifier tellement le monde vivant qu'il ne pourra plus maintenir la vie de la manière que nous connaissons. Des changements fondamentaux sont urgents si nous voulons éviter la collision qu'entraînera notre cours actuel »

.
Le texte propose cinq directions d'actions, résumées par leurs titres :
1. Nous devons maîtriser les activités dommageables pour l'environnement afin de restaurer et de protéger l'intégrité des systèmes terrestres dont nous dépendons.
2. Nous devons gérer plus efficacement les ressources essentielles au bien-être humain.
3. Nous devons stabiliser la population.
4. Nous devons réduire et éventuellement éliminer la pauvreté.
5. Nous devons garantir l'égalité des sexes et garantir aux femmes le contrôle de leurs propres décisions en matière de procréation.

Il se termine par un appel à tous (scientifiques, responsables et tous les Humains) afin d'éviter cette crise climatique. Il est signé par 1 700 scientifiques, dont de nombreux prix Nobel. Il est peu entendu.

## 2017: Le deuxième Appel
Vingt cinq ans plus tard et au lendemain de la COP de Bonn (2017), le professeur d'écologie William J. Ripple lance un second appel mondial des Scientifiques pour le climat. Lors la publication dans la revue BioScience le 13 novembre 2017, cet appel regroupe 15 364 signatures de Scientifiques venant de 184 pays,.
Les signataires rappellent le succès de la coordination mondiale qui a permis la reconstitution de la couche d'ozone atmosphérique (à la suite du Protocole de Montréal, signé en 1985). Suivent treize recommandations (pratiques écologues, engagements politiques, réduction du gaspillage alimentaire, modération démographique, réduction des inégalités , etc.).

## 2018-2019: trois appels
En France, l'astrophysicien Aurélien Barrau et la comédienne Juliette Binoche publient le 3 septembre 2018 dans le journal Le Monde un appel de deux cents personnalités françaises (issues du monde de la Culture ou de la Science).
Quatre jours plus tard (7 septembre 2018), le journal Libération publie un appel de sept cents scientifiques français, qui appelle les politiciens à l'action.

Le Professeur William J. Ripple publie le 5 novembre 2019 (toujours dans la revue BioScience), un troisième appel mondial des scientifiques sur le climat : 11 258 scientifiques de 153 pays cosignent cet appel. Dans une présentation courte, il explique : 

« Nous, scientifiques, avons l'obligation morale d'avertir clairement l'Humanité de toute menace catastrophique. Dans cet article, nous présentons une série de signes graphiques essentiels du changement climatique au cours des 40 dernières années. Les résultats montrent que les émissions de gaz à effet de serre continuent d'augmenter, avec des effets de plus en plus dommageables. À quelques exceptions près, nous ne parvenons généralement pas à résoudre ce problème. La crise climatique est arrivée et s'accélère plus rapidement que prévu par de nombreux scientifiques. Elle est plus grave que prévu et menace les écosystèmes naturels et le destin de l’Humanité.
Nous proposons six mesures essentielles et interdépendantes que les gouvernements et le reste de l’Humanité peuvent prendre pour atténuer les pires effets du changement climatique :
1. énergie,
2. polluants à vie courte,
3. nature,
4. alimentation,
5. économie,
6. population.

Atténuer et s'adapter au changement climatique implique des transformations dans la manière dont nous gouvernons, gérons, nourrissons et répondons à nos besoins en matériaux et en énergie (...) »

.

## Année 2021
En septembre 2021, plus de 200 revues spécialisées en recherche médicale publient le même éditorial appelant les dirigeants prendre des mesures urgents contre le réchauffement climatique. « La plus grande menace pour la santé publique mondiale est l’incapacité persistante des dirigeants à maintenir l’augmentation de la température mondiale en dessous de 1,5 °C et à remettre la nature en état » soulignent-t-ils. « Les températures plus élevées ont entraîné une augmentation des cas de déshydratation et de problèmes rénaux, de tumeurs dermatologiques malignes, d’infections tropicales, de problèmes mentaux, de complications de grossesses, d’allergies et de mortalité, et de morbidité cardio-vasculaire et pulmonaire » ajoutent-t-ils. Les rendements agricoles en baisse remettent aussi en cause la lutte contre la malnutrition,,.

## Liens
- 2e appel de 15 000 scientifiques 2017